# St. Radegund
St. Radegund è un comune austriaco di 585 abitanti nel distretto di Braunau, in Alta Austria. È il luogo di nascita del beato Franz Jägerstätter, martire, che a causa della sua profonda fede cattolica, ha rifiutato di combattere per la Germania nazista e giurare fedeltà a Hitler.